# Denkmal der Arbeit (Zwickau)
Als Denkmal der Arbeit (auch Bergmann und Aufbruch) wurde eine Bergmannsstatue von Hermann Alfred Raddatz bezeichnet, die von 1938 bis 1943 am Zwickauer Hauptbahnhof stand.

## Details
Foto des Denkmals
(freiepresse.de, 2019)

Link zum Bild

Das Denkmal der Arbeit des Dresdener Bildhauers Hermann Alfred Raddatz entstand zwischen 1936 und 1938 und wurde von dem Zwickauer Verleger Horst Kausche gestiftet. Die Bronzestatue wurde am 27. Mai 1938 eingeweiht und befand sich auf dem Bahnhofsvorplatz zwischen zwei heute noch existierenden Rondellen innerhalb einer Grünanlage gegenüber dem Zwickauer Hauptbahnhof. Zwischen Denkmal und Bahnhof befand sich die Endhaltestelle der Linie 1 der Zwickauer Straßenbahn.
Dargestellt war ein voranschreitender Bergmann mit einem Flügeleisen in der erhobenen rechten und einer Grubenlampe in der linken brusthohen Hand, der auf einer obeliskähnlichen Säule stand. Die Bronzefigur mit flachem Podest war sieben Meter hoch, die steinerne Stele elf Meter, wodurch sich eine Gesamthöhe des Denkmals von rund 18 Metern ergab. In Richtung Bahnhof befand sich in etwa zwei Meter Höhe eine wappenähnliche, einen Adler andeutende bronzene Tafel an der Stele.
Die Gründe für die Beseitigung sind unbekannt. Der gelegentlich zu findenden Behauptung, dass die Plastik den Nationalsozialisten als „entartet“ galt und deshalb 1943 eingeschmolzen wurde, steht entgegen, dass die Kampagne gegen „Entartete Kunst“ bei der Einweihung des Denkmals 1938 bereits in vollem Gange war und solcherart verfemte Kunst im öffentlichen Raum keinen Platz mehr erhielt. Außerdem wies das Denkmal keinerlei stilistische Merkmale auf, die jenen von als „entartet“ geltender Kunst entsprachen. Die Statue wurde vermutlich – wie zahlreiche Glocken und Denkmäler in dieser Zeit – als „Metallspende“ demontiert und zur Rüstungsproduktion eingeschmolzen. Dieses Schicksal ereilte auch das Zwickauer Bismarckdenkmal, das vermutlich im selben Jahr demontiert und eingeschmolzen wurde.